# 山下政人
山下 政人（やました まさと、1965年1月12日 - ）は、日本のドラマー、作曲家、音楽プロデューサー。大阪府出身。

## 略歴
ザ・ベンチャーズに影響を受け、12歳からドラムを始める。中学生のときに同級生だった森俊之とバンドを結成。その後、森と平松愛理、古川昌義により「ERI & WANDERLAST」を結成。23歳で上京、プロの道に進む。
中西圭三、髙橋真梨子、絢香をはじめ、数多くのアーティストのレコーディング、ライブに參加。
特にICEでは、結成よりドラムを担当。ミュージシャンとしての契約があり、正式なメンバーとはならなかったが、サポートバンド「ICE BAND」として常に活動していた。宮内和之亡き後も小文字の「ice」で活動している。
米光美保については、東京パフォーマンスドールを卒業後、ソロ活動時のライブで長年ドラムを担当していた。2004年に米光が休業から復帰した後は、作曲・編曲、およびプロデュースを担っていた。
SCANDALのRINAのドラムの師匠であり、2011年11月には大阪で行われた「DRUM SCANDAL SCANDAL RINA （feat.山下政人）ドラムクリニック」で共演している。